# Dezoksiguanozin-monofosfat
Dezoksiguanozin-monofosfat, takođe poznat kao dezoksiguanilat, ili dGMP, je derivat nukleinske kiseline guanozin trifosfat (GTP), u kojoj je –OH (hidroksilna) grupa na 2' ugljeniku nukleotidne pentoze bila redukovana u vodonik (zato je "dezoksi-" deo imena). "Monofosfat" u imenu indicira da prisustvo jedne fosfatne grupe.

## Literatura
- Даринка Кораћевић; Гордана Бјелаковић; Видосава Ђорђевић. Биохемија. савремена администрација. ISBN 978-86-387-0622-8.

## Spoljašnje veze
- Deoxyguanosine+monophosphate на 